# Нора (Ваймарер-Ланд)
Нора (нім. Nohra) — громада в Німеччині, розташована в землі Тюрингія. Входить до складу району Ваймарер-Ланд. Складова частина об'єднання громад Грамметаль.
Площа — 19,58 км2. Населення становить Невірний параметр metadata 16 071 067 ос. (станом на 31 грудня 2021).